# 倒産法
倒産法（とうさんほう）とは、経済的な破綻状況に至った企業または個人について、その財産の清算または再建と債権者への配当を定める法の総称である。倒産という言葉自体は、主に企業が経済的に破綻した場合に使われる事実状態を表す用語であり、法律用語ではない。
日本において倒産法について規定した法律としては、破産法、民事再生法、会社更生法、会社法（第二編第九章第二節「特別清算」）、更生特例法、特定調停法などがあり、国際倒産に関しては外国倒産処理手続の承認援助に関する法律がある。また、裁判外紛争解決手続の利用の促進に関する法律と産業活力再生特別措置法は事業再生ADRの根拠法となっている。
アメリカ合衆国においては、連邦倒産法がさまざまな手続を定めている。

## 種類
倒産処理は、法的整理にせよ私的整理にせよ、処理の内容によって再建型と清算型とに区別される。したがって、倒産法の定める法的倒産手続もまた再建型の手続と清算型の手続に分かれるのが通常である。

### 再建型手続
再建型は、債権者への弁済をはかりつつ、事業を継続し、経済的再建を図る倒産処理である。継続した事業により、長期にわたっての債務の弁済を企図することも多い。
日本法における再建型の法的倒産手続としては、会社更生法に基づく更生手続と民事再生法に基づく再生手続がある。
このうち、一般的に利用されるのは再生手続であり、債務者自身が再生計画を立てて、それに基づいて再建を進めることを基本とする。担保権は原則として存続し、租税公課について権利内容を変更することはできない。民事再生法は法人・自然人の別，事業者・非事業者の別を問わず適用されるが，負債額が少ない個人事業者や給与所得者を対象とした個人再生という特例手続も規定されている。
なお、再生手続は再建型手続ではあるものの、実際の利用方法としては、清算型の倒産処理の手段として用いられることもある。
会社更生法においては裁判所が選任する更生管財人の管理下で会社の再建を図るが、租税公課についても権利内容の変更が可能であるほか、担保権の実行が制限され、その被担保債権についても更生担保権として権利行使ができるに過ぎないなど、民事再生法に比べて規制を受ける債権者の範囲が幅広く、会社の再建という観点では強力な手続である。

### 清算型手続
清算型は、財産を清算し、債権者に弁済することを図る倒産処理である。保有する財産の換価と適正な分配を企図するものである。
法人の場合は解散することとなる。
日本法における清算型の法的倒産手続としては、破産法に基づく破産手続と会社法に基づく特別清算がある。
このうち、一般的に利用されるのは破産手続である。破産手続は、裁判所が選任した破産管財人が破産者の財産（破産財団）を換価し、換価代金を原資として債権者に配当をする手続であるが、個人で財産がない場合には、財産の換価手続は行われない（同時破産手続廃止）。個人について破産手続が行われる場合には、破産手続開始後に債務を免除する手続（免責手続）を取ることができるため、個人の債務の整理の方法として幅広く使われている。
特別清算は、株式会社の清算手続の一種であり、債務超過のおそれがある場合等に取ることができるが、親会社が子会社を整理する場合に体裁を考えて「破産」以外の方法を選択したいというとき等、限定された場面で使われる。
破産も特別清算も清算型手続ではあるものの、実際の利用方法としては事業を他のエンティティに移転させたうえで再建を行うという場合にも用いられることもある。

## 日本の倒産法の基本的な考え方と規定の内容
日本におけるすべての倒産法に共通する考え方は、債権者の平等の確保であり、これを害しない限度で、事業の再生、財産の換価、債権者への配当・弁済等を迅速に行うことが要請される。法律が定める手続に入った後は、債権者は、原則として、その手続の中でしか弁済（配当）を受けることができない。
法律によって若干の違いはあるものの、手続の効力を受ける債権の範囲、公租公課の取扱い、担保権の取扱い、債権の届出・調査・確定の手続き、財産の管理処分権者（保全管理人、管財人等。手続によって呼び方は違う。）・監督委員・調査委員等の選任、債務者の行為の否認、役員の責任の追及、財産の換価方法、配当・弁済の時期・方法・順序等が定められている。